# 拿迦達
拿迦達（阿拉伯语：‎），是1945年12月8日在巴勒斯坦託管地雅法成立的巴勒斯坦阿拉伯準军事組織。
曾在英政府任職的Muhammad Nimr al-Hawari出任总司令，德巴担任秘书长。  拿迦達总部位于雅法车站街。 拿迦達军官主要來自曾在英军服役的阿拉伯人。 1948年战争期间，拿迦達成员人数为2,000至3,000人，但缺乏武器。  1936年巴勒斯坦阿拉伯人大起义後，阿拉伯人遭大幅解除武裝，最終导致犹太社群和阿拉伯社群间权力失衡。 英方估計，1946年中期，拿迦達的兵力已达8,000 人。 

## 過程
1945年12月8日，德巴发表的就职公告：
1. 拿迦達，是国家机构，旨在团结青年。团结起来，唤醒青年的民族意识，训练他们服从，遵守纪律，将巴勒斯坦与其兄弟国家聯合起來。保证阿拉伯人在世界各国中过上有尊严和充实的生活，因为他们传播阿拉伯主义、自由、博爱和平等的信息。
2. 拿迦達主張巴勒斯坦成為一個阿拉伯国家，享有其他阿拉伯国家的权利及義務。
3. 拿迦達主張錫安主義運動是历史上最令人发指的罪行，因为它建立在侵略原则之上，以仇恨为基础。鼓吹錫安主義的人是群反人類罪的罪犯。
4. 拿迦達禁止地域歧視、部落和意识形态狂热。 

拿迦達有11个分支机构：总部设在雅法、海法、阿卡、納布盧斯、贝尔谢巴、提比里亚、耶路撒冷、圖勒凱爾姆、加薩、迈季达勒(Majdal)和拿撒勒。每个支队又分为连队和巡逻队。拿迦達活跃在巴勒斯坦南部。拿迦達承诺提高要阿拉伯青年的“教育和道德标准”並援助巴勒斯坦社会。拿迦達與另一巴勒斯坦準軍事組織弗圖瓦是當時巴勒斯坦阿拉伯人主要的軍事組織。
1946年10月，Rafiq al-Tamimi、Emil al-Ghury和al-Hawari召開三人會議，他們討論要將巴勒斯坦的青年組織合併。1946年雅法游行后，Jamal Al-Husayni坚持巴勒斯坦的阿拉伯青年组织需加入巴勒斯坦阿拉伯党（PAP）並受其控制。弗圖瓦和拿迦達一起向阿明·侯赛尼寻求仲裁。另一方面，拿迦達成员則试图阻止调查委员会完成整合，合并陷入停滞。 
1947-1948年巴勒斯坦託管地內戰爆发後，al-Hawari指挥民兵保卫雅法，直到1947年12月下旬逃往拉姆安拉。莫里斯评论说，al-Hawari遭怀疑是英國間諜。  al-Hawari确实与埃兹拉·达宁会面并讨论了雅法协议。  “结论不證自明”，al-Hawari前往埃及，阿明·侯赛尼阻止他返回，并随后控制了雅法。 然而，在此过程中“拿迦達被摧毁”  ，巴勒斯坦的阿拉伯领导人不得不在没有民兵的情况下面對第一次中东战争。 

### 脚注
1. ↑  Morris, 2008, pp. 88-89.
2. 1 2 3  Haim Levenberg (1993) p 129
3. ↑  Pappé, 1992, p. 223.
4. 1 2 3  Morris, 2004, p 29.
5. ↑  Marvin E. Gettleman, Stuart Schaar (2003) The Middle East and Islamic world reader, Grove Press, ISBN 0-8021-3936-1 The Palestinian Revolt by Ted Swedenburg. (1988) p 177-182
6. ↑  Morris 2008，第89頁.
7. 1 2 3  Khalaf, 1991, p 143.
8. ↑  Benny Morris (2004) p. 111
9. 1 2 3  Gelber, 2006, p.29.